# Хронологија радничког покрета и КПЈ 1935.
| претходна целина: ◄ 1920—1929. |                              |
| Хронологија радничког покрета и Комунистичке партије Југославије током 1930-их 1930. 1931. 1932. 1933. 1934. 1935. 1936. 1937. 1938. 1939. | следећа целина: 1940—1949. ► |

Хронолошки преглед важнијих догађаја везаних за Раднички покрет Југославије и Комунистичку партију Југославије (КПЈ), као и општа политичка дешавања која су се догодила у Краљевини Југославији током 1935. године.
| Јануар Фебруар Март Април Мај Јун Јул Август Септембар Октобар Новембар Децембар |

## Јануар

#### 10. јануар
- Централни комитет КП Југославије, у складу са својом одлуком од 5. јануара о формирању Привременог руководства СКОЈ са седиштем у Загребу, анализирао стање у Савезу комунистичке омладине Југославије (СКОЈ) и упутио предлог Извршном комитету Комунистичке интернационале да се за секретара СКОЈ постави Борис Кидрич.[1]

#### 17. јануар
- На Правном факултету у Београду дошло до сукоба између студената-комуниста и студената-националиста, а повод за сукоб били су избори за Студентско правничко друштво, заказани за 20. јануар, за које се могао назрети резултат у корист студената-комуниста. У сукоб се умешала и полиција, а Универзитетски сенат је донео одлуку о затварању Универзитета у периоду од 18. до 23. јануара. Сукоби су настављени и наредног дана избијањем студентских демонстрација, након којих је полиција ухапсила већу групу студената-комуниста и 20. јануара интернирала у логор у Вишеграду.[2][1][3]

#### 20. јануар
- Власти Краљевине Југославије упутиле у логор у Вишеграду прву групу од 18 студената-комуниста, ухапшених током демонстрација 18. јануара. Наредне две група од 28  студената, у логор су упућене 2. и 3. фебруара. Под притиском домаће и стране јавности, логор је распуштен 17. марта, а у њему се налазило укупно 46 студената, међу којима су били — Мирко Томић, Вукман Крушчић, Угљеша Даниловић, Ерих Кош, Светозар Вукмановић, Јожа Барух, Вељко Влаховић, Драгиша Ивановић, Цвијетин Мијатовић, Чеда Крушевац и др.[4][1][5]

#### 26. јануар
- У Београду изашао први број „Недељних информативних новина” (НИН), под уредништвом Светозара Поповића и Војислава Вучковића, који су пред властима представљени као „власници“, односно уредници листа. Стварни уредник, задужен од стране КПЈ, био је Веселин Маслеша, а чланови редакције били су Јован Поповић, Ото Крстановић и Божидар Аџија. У листу су сарађивали и Ђорђе Андрејевић Кун, Чедомир Миндеровић, Ото Бихали Мерин, Александар Вучо, Хуго Клајн, Радован Зоговић и др. Власти Краљевине Југославије су 7. септембра 1935, након издатих 26 бројева, забраниле даље излажење листа. Лист је обновљен 7. јануара 1951. године.[1]

## Фебруар

#### 1. фебруар
- У Београду, приликом штрајка солидарности студената Универзитета у Београду са заточеним студентима у логору у Вишеграду, дошло до сукоба између студената и полиције, код зграде Правног факултета (факултет се налазио у згради данашњег Филолошког факултета на Студентском тргу). Том приликом убијен је студент права Мирко Срзентић (1912—1935), а неколико десетина студента ухапшено. Група од 12 ухапшених студената-комуниста је сутрадан интернирана у логор у Вишеграду.[1][6]

#### 11. фебруар
- У Цетињу, Подгорици, Бару, Улцињу, Никшићу, Пећи и другим местима широм Црне Горе, у периоду од 11. до 18. фебруара, дошло до великих народних демонстрација, поводом убиства студента Мирка Срзентића - тзв „Фебруарске демонстрације“. Најмасовније демонстрације изведене су на Цетињу и у Подгорици. У демонстрацијама у Подгорици учествовали су и ђаци Гимназије и Трговачке академије, а поводом демонстрација полиција је извршила масовна хапшења. Због учешћа у демонстрацијама, из подгоричке гимназије искључено је 47, а кажњено око 150 ученика.[1]

#### 17. фебруар
- У Пећи полиција извршила претрес више станова ученика пећке гимназије, ради проналажења летка који је издао Месни комитет КПЈ, а који су учесници организовано растурали. На захтев полиције 12 ученика је искључено из гимназије.[1]

## Мај

#### 5. мај
- Одржани избори за Народну скупштину Краљевине Југославије (у историографији ови избори су познати као „Петомајски избори“), на којима је од 3.908.313 бирача гласало 2.880.964 (73,72%). Пошто је опозиција и даље била незадовољна изборним законом (остао непромењен од 1931), одлучила је да не бојкотује изборе, већ да иступи заједно у коалицији „Удружена опозиција“, чији је носилац листе био Влатко Мачек. На изборима је учествовала и Владина листа — Југословенска народна странка, чији је носилац био председник Владе Богољуб Јевтић. Такође, на изборима су учествовале и две маргиналне листе — ЗБОР Димитрија Љотића и Старорадикалска листа Божидара Максимовића. Резултат избора био је следећи — „Владина листа“ освојила је 1.748.024 гласова (60,65%) и 303 мандата, а листа „Уједињене опозиције“ 1.075.389 гласова (37,32%) и 67 мандата (изборни закон фаворизовао је ону листу која освоји просту већину гласова). ЦК КП Југославије, који се тада налазио изван земље, донео је препоруку чланству да на изборима гласа за листу „Уједињене опозиције“.[7]

#### 19. мај
- У Подгорици одржана Друга покрајинска конференција СКОЈ за Црну Гору. У време одржавања Конференције у Црној Гори је било 380 чланова СКОЈ, сврстаних у 11 месних комитета и 84 ћелија СКОЈ. На Конференцији је изабран нови Покрајински комитет СКОЈ за Црну Гору, Боку, Санџак, Косово и Метохији у саставу — Васо Златичанин, секретар, Блажо Јовановић и Ђоко Пејовић.[8]

## Јун

#### 9. јун
- У Сплиту, од 9. до 11. јуна, одржан Сплитски пленум ЦК КПЈ, коме је присуствовало 15 делегата, а из ЦК КПЈ били су присутни Милан Горкић, Благоје Паровић и Карло Худомаљ. Одлука о потреби одржавања пленума донета је на седници ЦК КПЈ од 25. марта, након доласка Благоја Паровића из Москве, јер је требало разрадити нову политичку линију и извршити припреме за Седми конгрес Коминтерне. Паровић је на Пленуму поднео Реферат о фронту народне слободе, у коме је изнео да ће будуће револуције бити народне револуције. Одржани су и реферати о потреби оснивања КП Хрватске и КП Словеније.[8]

#### 24. јун
- Формирана нова Влада Краљевине Југославије на чијем се челу налазио Милан Стојадиновић, председник Југословенске радикалне заједнице (Влада је постојала до 5. фебруара 1939. када је заменила Влада Драгише Цветковића.

#### 27. јун
- Централни комитет КПЈ објавио одлуку о формирању Земаљског бироа (Зембиљ) КПЈ, који је створен на основу одлуке донете на Четвртој земаљској конференцији, децембар 1934. године. ЦК КПЈ је новембра 1934. донео прву одлуку о формирању Земаљског бироа, али она није спроведена у дело, па је нова одлука донета након Сплитског пленума. Земаљски биро био је оперативни борио Централног комитета за непосредно руковођење радом партијских организација, а сачињавали су га — Срђа Прица, Драго Марушић, Борис Кидрич и Ђорђе Митровић, секретар.[8]

#### 29. јун
- У околини Загреба, одржана Покрајинска конференција СКОЈ за Хрватску и Славонију, на којој су сумирани резултати рада на обнови организација након Шестојануарске диктатуре. У време одржавања Конференције на подручју Хрватске и Славоније деловало је око 400 чланова СКОЈ организованих у 18 фабричких, 6 уличних, 12 сеоских, 20 студентских и 22 средњошколске ћелије.[9]

#### крај јуна
- У близини Солина, одржана Покрајинска конференције СКОЈ за Далмацију, којој је присуствовало око 25 делегата из Сплита и околине, као и Владимир Бакарић, члан Привременог руководства СКОЈ. На Конференцији су усвојени нови задаци и изабрано ново руководство Покрајинског комитета СКОЈ — Ловро Курир, секретар, Пјеро Шегвић, Зденка Шегвић, Вјеко Иванишевић и Роко Перачић.[9]

## Јул

#### 25. јул
- У Москви, од 25. јула до 21. августа, одржан Седми конгрес Комунистичке интернационале (Коминтерна).[10]

## Август

#### 30. август
- У Загребу, 30. и 31. августа, одржана Четврта земаљска конференција СКОЈ, којој је присуствовало 14 делегата, 3 члана Привременог руководства СКОЈ, 2 инструктора СКОЈ и представник ЦК КПЈ. Конференцијом је руководио Борис Кидрич, који се од маја 1935. налазио на челу Привременог руководства СКОЈ. Током Конференције поднета су четири реферата — О раду и задацима СКОЈ, с посебним освртом на Народни фронт слободе и Рад СКОЈ међу студентском и ђачком омладином, Бориса Кидрича; Рад СКОЈ међу сељачком омладином, Иван Саболека и Рад СКОЈ на марксистичко-лењинситичком васпитању, Франца Чепелника. На Конференцији је изабран СК СКОЈ, од 15 чланова, у који су ушли — Борис Кидрич, секретар, Иван Саболек, Владимир Бакарић и др.[11]

| Јануар Фебруар Март Април Мај Јун Јул Август Септембар Октобар Новембар Децембар |